# R.スティーヴィー・ムーア

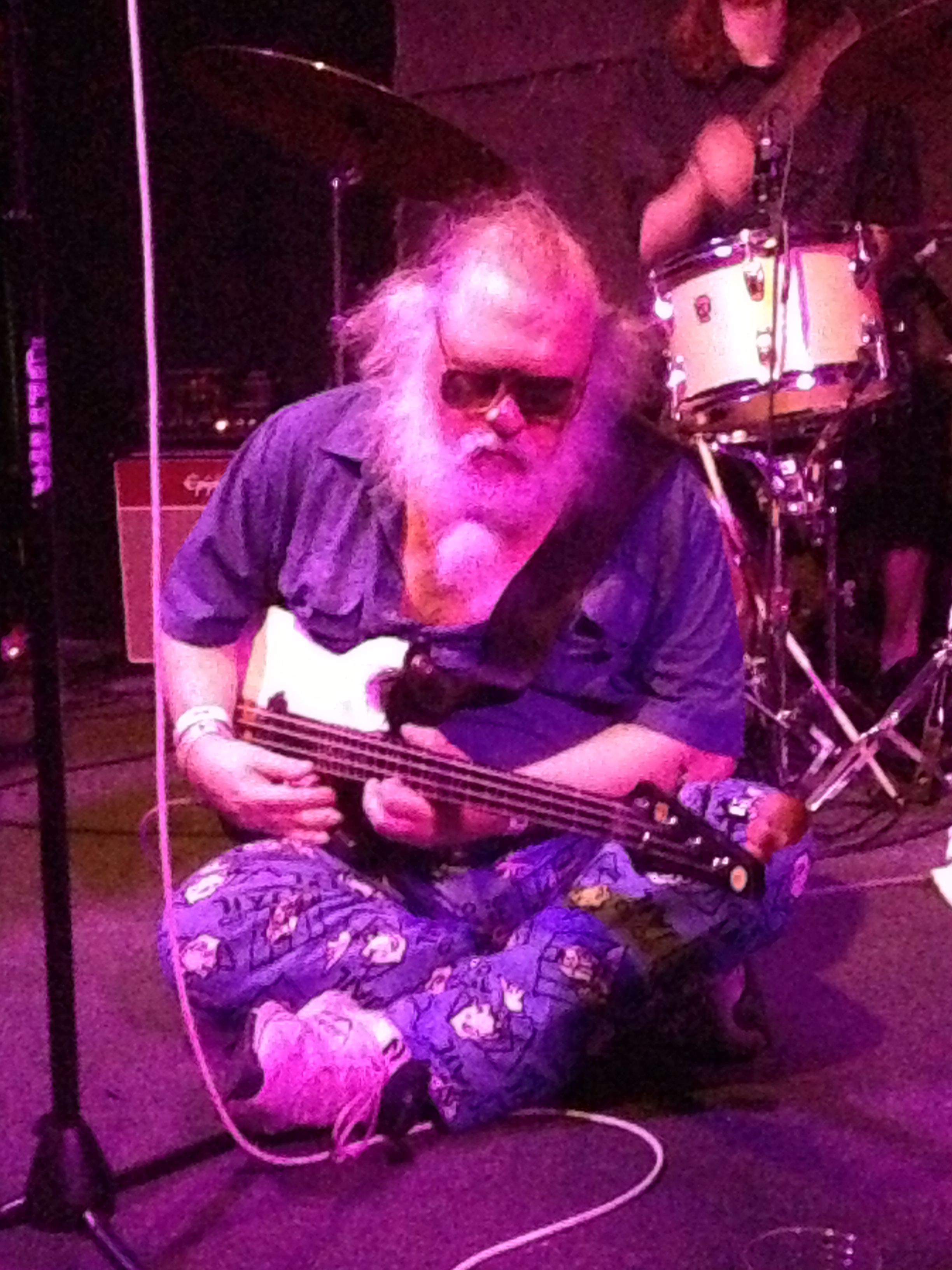
2013年公演するR.スティーヴィー・ムーアの姿

ロバート・スティーヴン・ムーア(Robert Steven Moore、1952年1月18日（73歳）-）は、アメリカ合衆国の楽器奏者、歌手、ソングライターで Lo-Fi (あるいはDIY)音楽を創始したことで知られている。"ホームレコーディングの貸付け"と呼ばれるムーアは、アンダーグラウンドでカセットテープが多く使われた時期に活動した最も有名な音楽家の1人であり、21世紀のベッドルームポップとヒップナゴジクポップに影響を与えた。1968年から400枚を超えるアルバムを自ら発売し36個の「公式」（ほとんどコンピレーション・アルバム）アルバムが様々なレーベルから発売された。
ナッシュビルのベーシストボブ・ムーアの息子として生まれたムーアは、1960年代に ビートルズ、 ビーチ・ボーイズ、 マザーズ・オブ・インヴェンション、 ジミ・ヘンドリックスなどを聞きながら育った。青少年期にはオープンリール型のステレオテープレコーダーで両親の家でワンマンバンドとして録音を始めた。初期のアルバムで現れる低音質のスタイルはムーアの美学をまとめた。叔父の助けで1976年にコンピレーション・アルバム『Phonography』でレーベルに正式にアルバムを発売し、このアルバムはニューヨークの パンクロックおよび ニュー・ウェイヴをよく聴く人たちから好評を博した。ムーアの音楽は「XTCの態度に60年代のインスピレーションを受けた パワー・ポップ"と描写されるが大衆的で実験的な様々な音楽ジャンルを統合しており、ムーアの作品は一般的に非商業的なラジオによってスタイリングされる。ムーアは自分の音楽作品を「音の日記」と表現した。
1978年から2010年までムーアはニュージャージー北部のアパートスタジオに住み、録音を続けた。WFMUの職員として数年間働いたりもした。1982年、ムーアはR.スティーヴィー・ムーアのカセットクラブを運営したりもした。1980年代、フランスのレーベルニューローズは『Everything』(1984)、『Glad Music』(1986)、『Teenage Spectacular』(1987)および『Warning』(1988)などのムーアのアルバムをLPでリリースした。2000年代以降はムーアをメンターと称した アリエル・ピンクとの関係でさらによく知られた。

## ディスコグラフィー
ムーアの多作精神により、彼のCD及びLP発売作のほとんどはコンピレーション・アルバムである。1984年にテレビに出演したムーアは、自分が合計109枚のアルバムを持っていると言及した。2012年のムーアのバンドキャンプページには200以上の作品が登録されていた。2021年のロサンゼルスラジオ番組とのインタビューでジェイソン・フォークナーは300以上のアルバムを完成させたが、「全てフィジカルで発売されなかった」と話した。
公式アルバム
- Delicate Tension (1978)
- Clack! (1980)
- Glad Music (1986)
- Teenage Spectacular (1987)
- Warning (1988)
- Objectivity (1997) (with Yukio Yung)
- FairMoore (2002) (with Jad Fair)
- The Yung & Moore Show (2006) (with Yukio Yung)
- Advanced (2011)
- Ku Klux Glam (2012) (with Ariel Pink)
- The Great American Songbook – Vol. 1 (2014) (with Jad Fair)
- Make It Be (2015) (with Jason Falkner)
- The Embodiment of Progressive Ideals (2018) (with Alan Jenkins and the Kettering Vampires)
- Fake News Trending (2019) (with Gary Wilson)

著名コンピレーション・アルバム
- Phonography (1976)
- Everything You Always Wanted To Know About R. Stevie Moore But Were Afraid To Ask (1984)
- What's The Point?!! (1984)
- Verve (1985)
- R. Stevie Moore (1952-19??) (1987)
- Has-Beens and Never-Weres (1990)
- Greatesttits (1990)
- Contact Risk (1993)
- Revolve (1995)
- The Future Is Worse Than The Past (1999)
- Hundreds of Hiding Places (2002)
- Nevertheless Optimistic (2003)
- Meet the R. Stevie Moore (2008)
- Me Too (2009)
- Ariel Pink's Picks Vol. 1 (2011)
- Hearing Aid (2012)
- Lo Fi Hi Fives... A Kind Of Best Of (2012)
- Personal Appeal (2013)
- "Late Night Tales: Franz Ferdinand presents" (2014)
- Afterlife (2019)
- R. Stevie Moore On Earth (2021)
- Freedom Vs. Fate (2021)
- "Cool Daddio": Original Film Soundtrack (2022)
  - また、1982年頃から、自主制作アルバムをカセットテープ、1999年頃からは私家版CD-Rにして発表している。